# Cathédrale de Cariati
La cathédrale de Cariati est une église catholique romaine de Cariati, en Italie. Il s'agit d'une cocathédrale de l'archidiocèse de Rossano-Cariati.